# Дуглас Родрігес
Ду́глас Родрі́гес Гвардіо́ла (ісп. Douglas Rodríguez Guardiola; 3 червня 1950 — 21 травня 2012) — кубинський боксер, чемпіон світу з боксу (1974), бронзовий призер Олімпійських ігор (1972).

## Біографія
Народився 3 червня 1950 року в місті Сантьяго-де-Куба.
У 1971 році на Панамериканських іграх у Калі посів третє місце, виборовши бронзову медаль.
На літніх Олімпійських іграх 1972 року в Мюнхені дістався півфіналу, де поступився угандійцю Лео Рвабвого.
На першому чемпіонаті світу з боксу 1974 року в Гавані став чемпіоном світу у найлегшій вазі, виборовши золоту медаль у фінальному двобої проти венесуельця Альфредо Переса.
Помер внаслідок серцевого нападу 21 травня 2012 року в Гавані.